# Typhonium laoticum
Typhonium laoticum är en kallaväxtart som beskrevs av François Gagnepain. Typhonium laoticum ingår i släktet Typhonium och familjen kallaväxter. Inga underarter finns listade.